# Équipe de Mongolie de futsal
Maillots
L'équipe de Mongolie de futsal est une sélection des meilleurs joueurs mongols sous l'égide de la Fédération de Mongolie de football.

## Histoire
L'équipe de Mongolie de futsal participe à la Coupe d'Asie de l'est de Futsal en 2011 et 2015, qui sert de qualification à la Coupe d'Asie des nation de futsal.
L'équipe de Mongolie de futsal a remporté un seul match et perdu les cinq autres rencontres.

## Palmarès
Le palmarès de la Mongolie est vierge.

### Parcours enCoupe du monde de futsal
- 1989 à 2016 : Non inscrit

### Parcours enCoupe d'Asie des nations de futsal
- 1999 à 2016 : Non inscrit

### Parcours enCoupe d'Asie de l'est de futsal
- 2011 : 5 place
- 2015 : 4 place

## Matchs de Mongolie de Futsal par adversaire
| Date             | Lieu                  | Équipe   | Résultat | Adversaire     |
| ---------------- | --------------------- | -------- | -------- | -------------- |
| 13 novembre 2011 | Kuala Lumpur Malaisie | Mongolie | 1 - 5    | Corée du Sud   |
| 14 novembre 2011 | Kuala Lumpur Malaisie | Mongolie | 0 - 3    | Hong Kong      |
| 14 novembre 2015 | Oulan-Bator Mongolie  | Mongolie | 8 - 3    | Hong Kong      |
| 15 novembre 2015 | Oulan-Bator Mongolie  | Mongolie | 3 - 7    | Corée du Sud   |
| 18 novembre 2015 | Oulan-Bator Mongolie  | Mongolie | 1 - 4    | Chine          |
| 19 novembre 2015 | Oulan-Bator Mongolie  | Mongolie | 3 - 5    | Taipei chinois |

### Bilan
| Rang | Équipe   | Pts | J | G | N | P | Bp | Bc | Diff |
| ---- | -------- | --- | - | - | - | - | -- | -- | ---- |
| #    | Mongolie | 3   | 6 | 1 | 0 | 5 | 16 | 27 | -11  |

### Nations rencontrées
| Adversaire     | Joués | Victoires | Matchs nuls | Défaites | Buts pour | Buts contre |
| -------------- | ----- | --------- | ----------- | -------- | --------- | ----------- |
| Corée du Sud   | 2     | 0         | 0           | 2        | 4         | 12          |
| Hong Kong      | 2     | 1         | 0           | 1        | 8         | 6           |
| Taipei chinois | 1     | 0         | 0           | 1        | 3         | 5           |
| Chine          | 1     | 0         | 0           | 1        | 1         | 4           |

### Les 8 meilleurs buteurs
| Rang | Joueur                      | Buts | Sél. | Première sélection |
| ---- | --------------------------- | ---- | ---- | ------------------ |
| 1    | Norjmoojiin Tsedenbal       | 6    | 4    | 2015               |
| 2    | Tsendenbalyn Tumenjargal    | 2    | 4    | 2015               |
| 3    | Oyunnbatyn Barjargal        | 2    | 4    | 2015               |
| 4    | Enkh-Amga Baasandorj        | 1    | 4    | 2015               |
| 5    | Khurelbaataryn Tsend-Ayuusk | 1    | 4    | 2015               |
| 6    | Erdenebat Purevdorj         | 1    | 4    | 2015               |
| 7    | Pagamsuren Altantulga       | 1    | 4    | 2015               |
| 8    | Jargalyn Tsatsral           | 1    | 2    | 2011               |

Wong Ching Hung le joueur de Hong-Kong a marqué un but contre son camp lors du match du 14 novembre 2015 entre la Mongolie et Hong-kong.